# ایستگاه مدار ماه

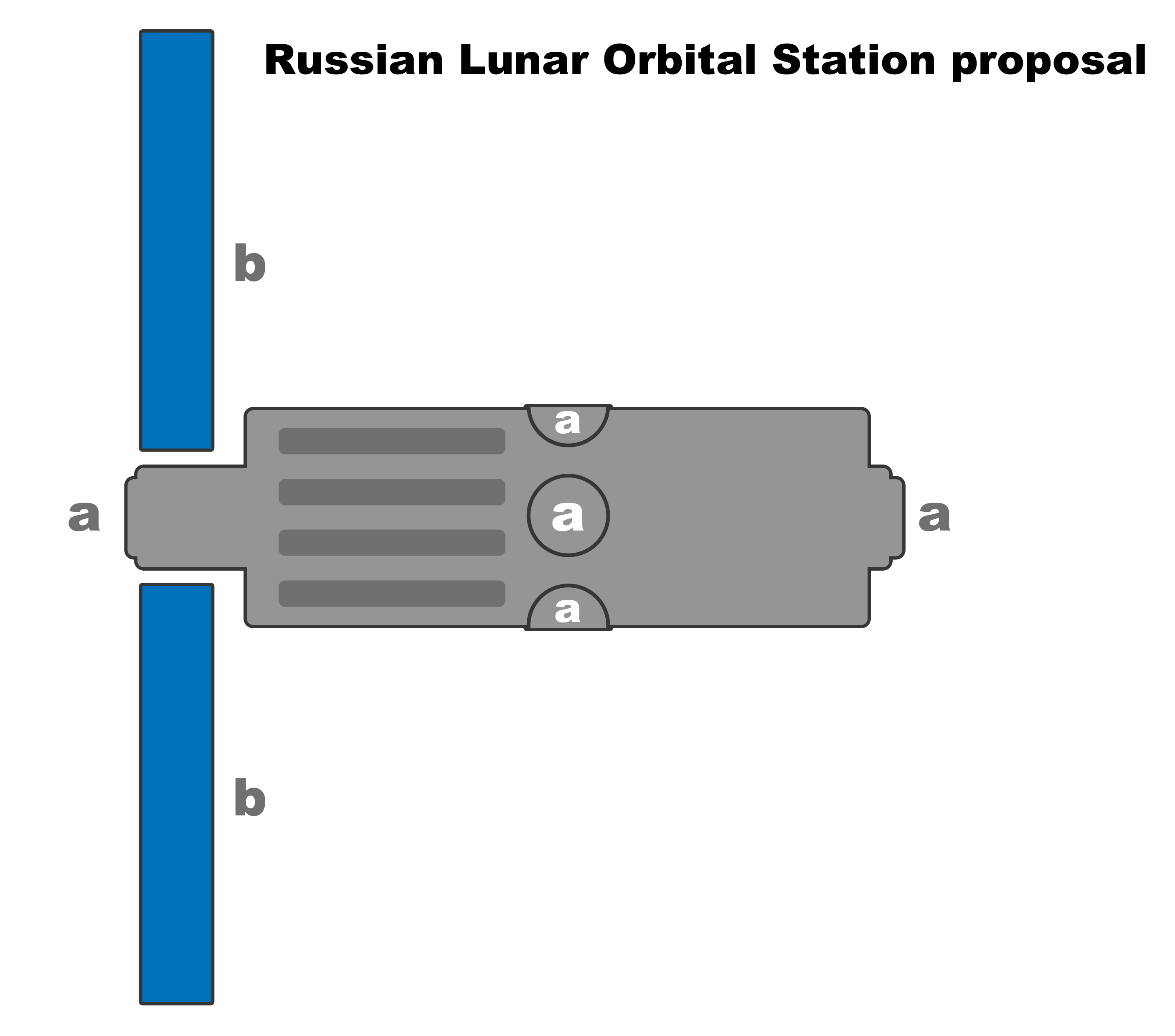
یکی از پیشنهادات ایستگاه مدار ماه آ. درگاه‌های اتصال ب پنل‌های خورشیدی

ایستگاه مدار ماه(روسی: Лунная Орбитальная Станция; LOS) یک ایستگاه فضایی پیشنهادی روسیه در مدار ماه است. این طرح در سال ۲۰۰۷ در کنفرانسی در مرکز آموزش فضانوردان گاگارین در شهر ستاره ارائه شد. این یکی از دو بخش زیرساخت برنامه‌ریزی‌شده ماه روسیه است، بخش دیگر آن پایگاهی در سطح ماه است.
LOS دارای شش پورت اتصال، یک آنتن پرقدرت برای ارتباطات، موتورهای مانور و کنترل وضعیت، پنل‌های خورشیدی و یک بازوی روباتیک خواهد بود. اجزای ایستگاه از بالای نسخه فوق سنگین موشک آنگارا پرتاب خواهند شد.
روسیه از نقش خود در دروازه بین‌المللی ماه ابراز نارضایتی کرده‌است، که این کشور را بر آن داشت تا برنامه‌ریزی ایستگاه ماه خود را ادامه دهد. راه‌اندازی اولین ماژول LOS برای سال ۲۰۲۵ پیشنهاد شده‌است. گزارش‌های دیگر بیان می‌کنند که ناسا اکنون مشارکت کامل روسیه در دروازه بین‌المللی را پذیرفته‌است. در اکتبر ۲۰۲۰ دیمیتری روگوزین، مدیر کل روسکوسموس، گفت که برنامه دروازه ماه برای شرکت روسکوسموس بسیار «محور ایالات متحده» است. در ژانویه ۲۰۲۱ روسکوسموس اعلام کرد که در این برنامه شرکت نخواهد کرد.